# Лифта

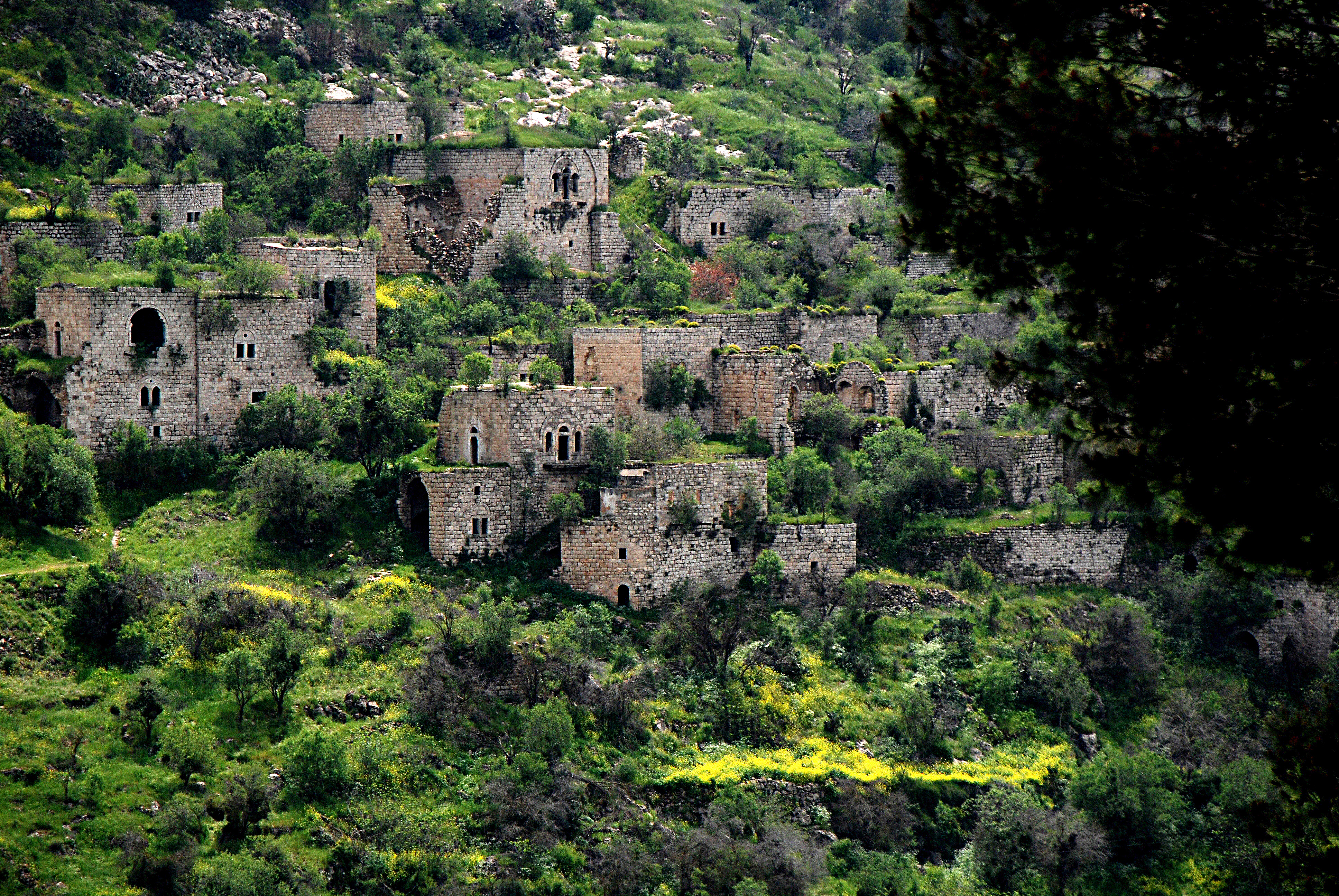

Лифта (араб. لفتا‎) — заброшенная арабская деревня у западной окраины Иерусалима. Расположена к северу от дороги, ведущей из Иерусалима в Яффу и Тель-Авив, на склонах, спускающихся к долине Сорек на высоте 700 м над уровнем моря. Жители ушли во время Арабо-израильской войны (1947—1949). В 1980-е годы это место объявлено заповедником. В 2015 году Лифта была внесена в предварительный список объектов всемирного наследия ЮНЕСКО, как единственная целиком сохранившаяся арабская деревня и как типичное поселение холмов восточного Средиземноморья
В 1990-е годы в Лифте существовала молодёжная община, состоявшая, в основном, из русскоязычных репатриантов-наркоманов.
В 2011 году остатки деревни хотели снести и построить на её месте роскошный развлекательный комплекс-отель. Бывшие жители деревни подали петицию, чтобы деревню сохранили как историческое место. Лифта — последняя сохранившаяся безлюдная арабская деревня, которая не была перестроена или повторно заселена.

## См. также

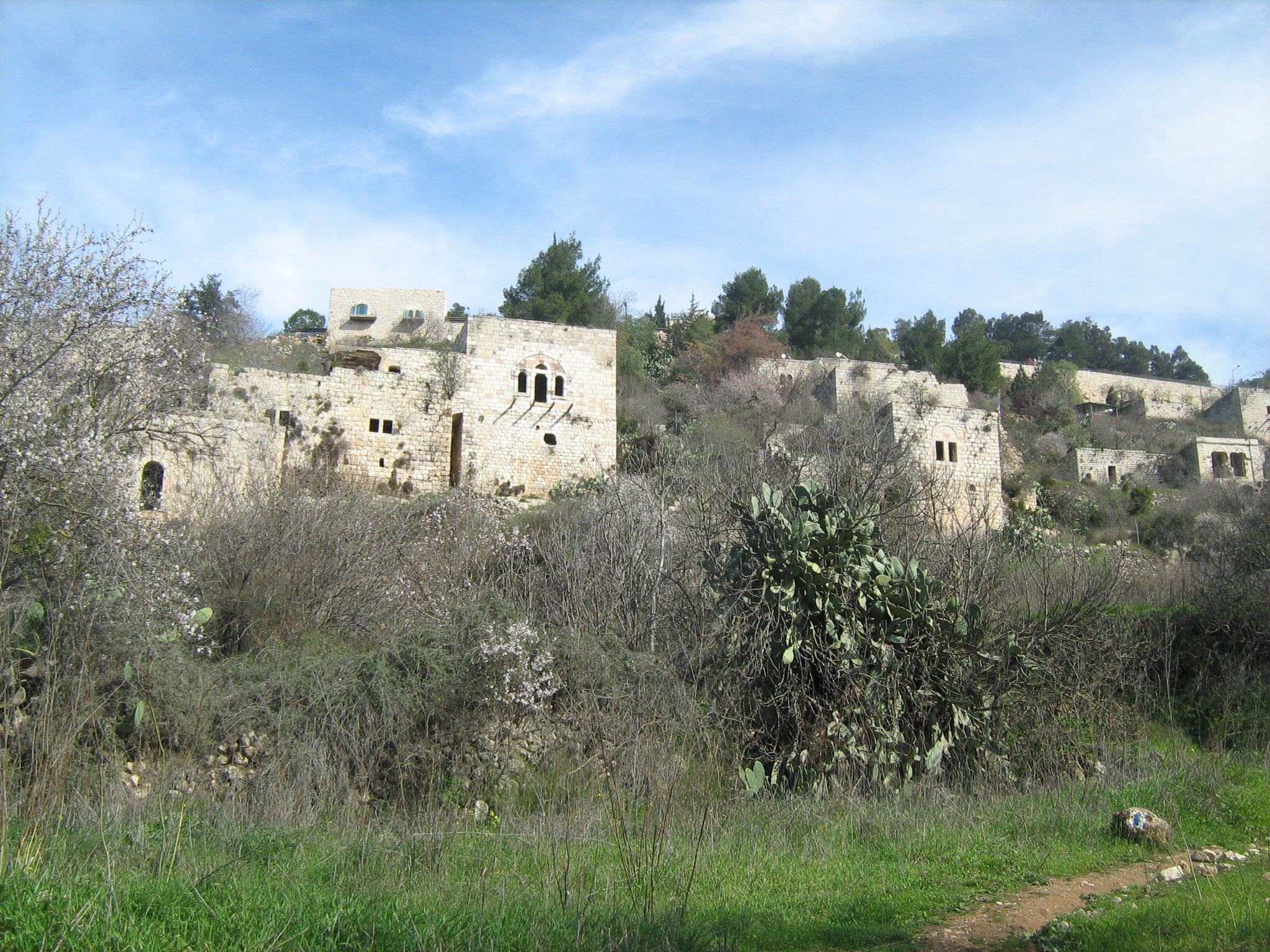
Дома Лифты, покинутые жителями